# Superstrada S19
La superstrada S19 è una superstrada polacca che attraversa il Paese da nord a sud, da Kuźnica a Barwinek. Fa parte della strada europea E371.